# Mocydiopsis monticola
Mocydiopsis monticola är en insektsart som beskrevs av Adolf Remane 1961. Mocydiopsis monticola ingår i släktet Mocydiopsis och familjen dvärgstritar. Inga underarter finns listade i Catalogue of Life.